# Efenechtyd
Efenechtyd est un village et une communauté du Denbighshire, au pays de Galles.
Il est situé dans le centre du comté, juste au sud-ouest de la ville de Ruthin.

## Démographie
Au recensement de 2011, la communauté d'Efenechtyd, qui comprend aussi le village de Pwllglas (en), comptait 655 habitants.